# Madhu Sudan
Madhu Sudan (tamoul : மதுசூதன்) (Marath : मधु सुदन) (né le 12 septembre 1966 à Chennai) est un informaticien théorique indien, professeur d'informatique à l'université Harvard depuis 2015.

## Carrière
Il est reçoit son Bachelor en informatique à l'Institut indien de technologie de Delhi en 1987 et son Ph. D. en informatique à l'Université de Californie à Berkeley en 1992 (directeur de thèse : Umesh Virkumar Vazirani). Il est chercheur au Thomas J. Watson Research Center d'IBM à Yorktown Heights de 1992 à 1997.
Il est professeur associé au MIT (1997-2000) puis professeur jusqu'en 2011, tout en étant principal researcher à Microsoft Research à New England de 2009 à 2015.

## Recherche et récompenses
Sudan est conférencier invité au Congrès international des mathématiciens de Berlin en 1998.
Il reçoit le prix Nevanlinna au 24e Congrès international des mathématiciens en 2002 pour son travail sur la théorie des preuves corrigibles de façon probabiliste. Il reçoit pour le même travail le Distinguished Doctoral Dissertation Award  de l'ACM en 1993 et le prix Gödel en 2001.
Il devient membre de l'ACM en 2009 et membre de l'IEEE en 2010.
Il est membre de Académie américaine des arts et des sciences depuis 2010, fellow de l'AMS depuis 2013, et lauréat du prix Infosys en 2014. Il est membre de la Académie nationale des sciences depuis 2017.
Sudan a également fait de grandes contributions dans le domaine de la non-approximation de certains problèmes d’optimisation et sur les codes correcteurs d’erreurs. Il est aussi l'un des pionniers du test de propriété.